# Trans (Mayenne)
Trans é uma comuna francesa na região administrativa da Pays de la Loire, no departamento de Mayenne. Estende-se por uma área de 15,43 km². Em 2010 a comuna tinha 234 habitantes (densidade: 15,2 hab./km²).